# Zeeuwsch-Vlaamsche Tramweg-Maatschappij

Kaart van tramlijnen in Zeeland en op de Zuid-Hollandse eilanden omstreeks 1930.

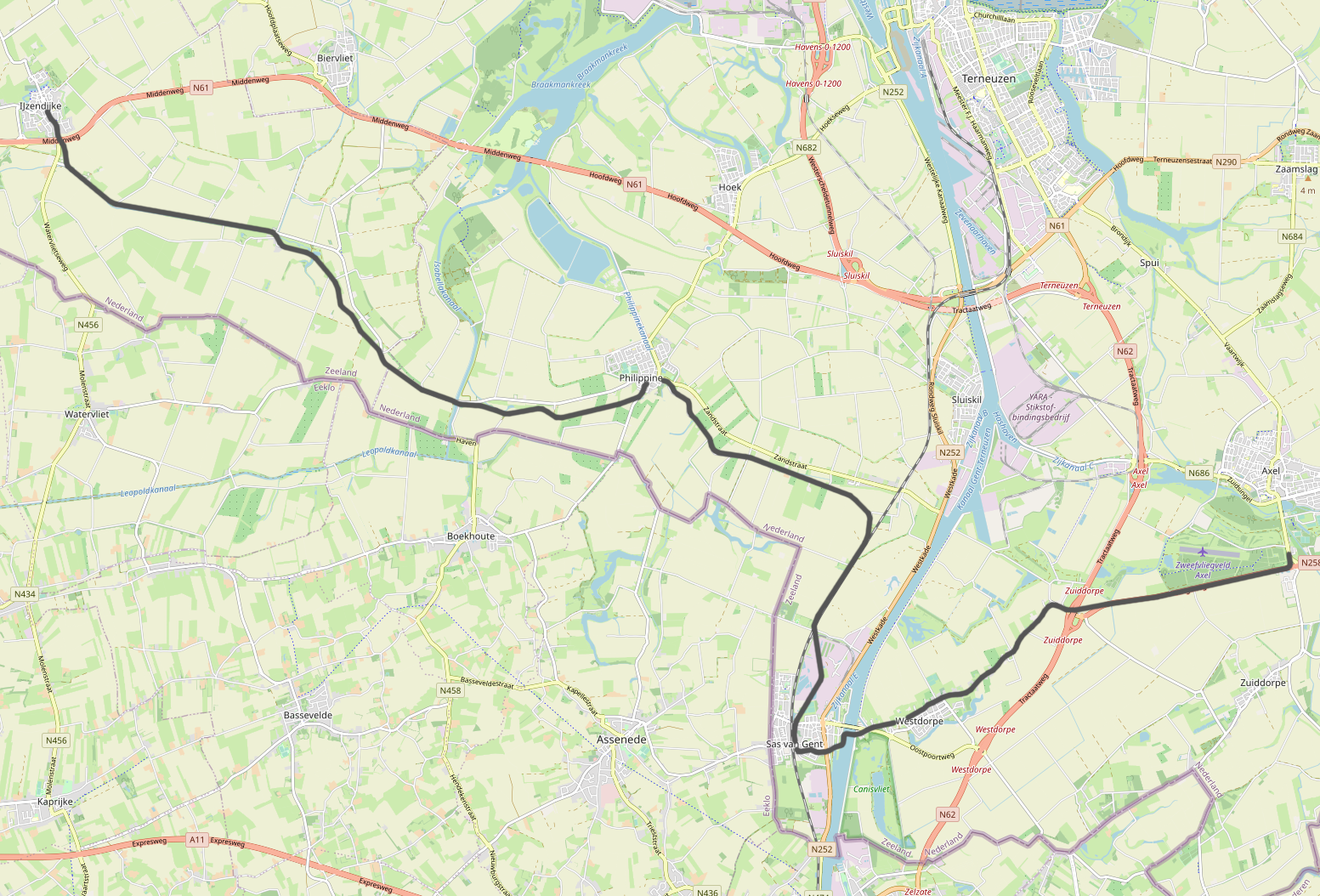
Tramlijn IJzendijke - Drieschouwen, de stamlijn van de ZVTM.

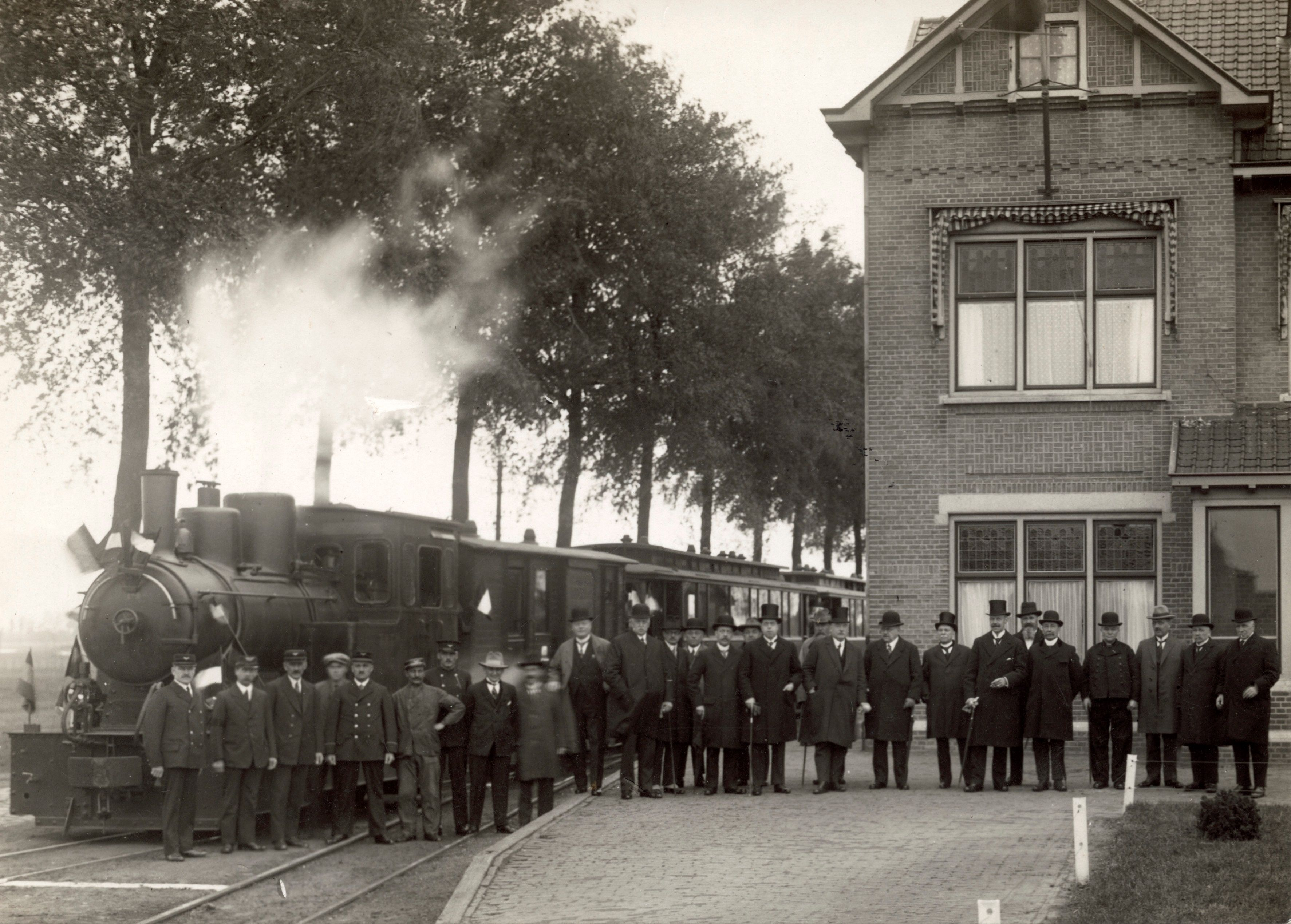
Voor het stationsgebouw van Drieschouwen en de stoomtram van de Zeeuwsch-Vlaamsche Tramweg-Maatschappij staan personeel, de directie en andere heren met hoge hoeden. Nederland, 1926.

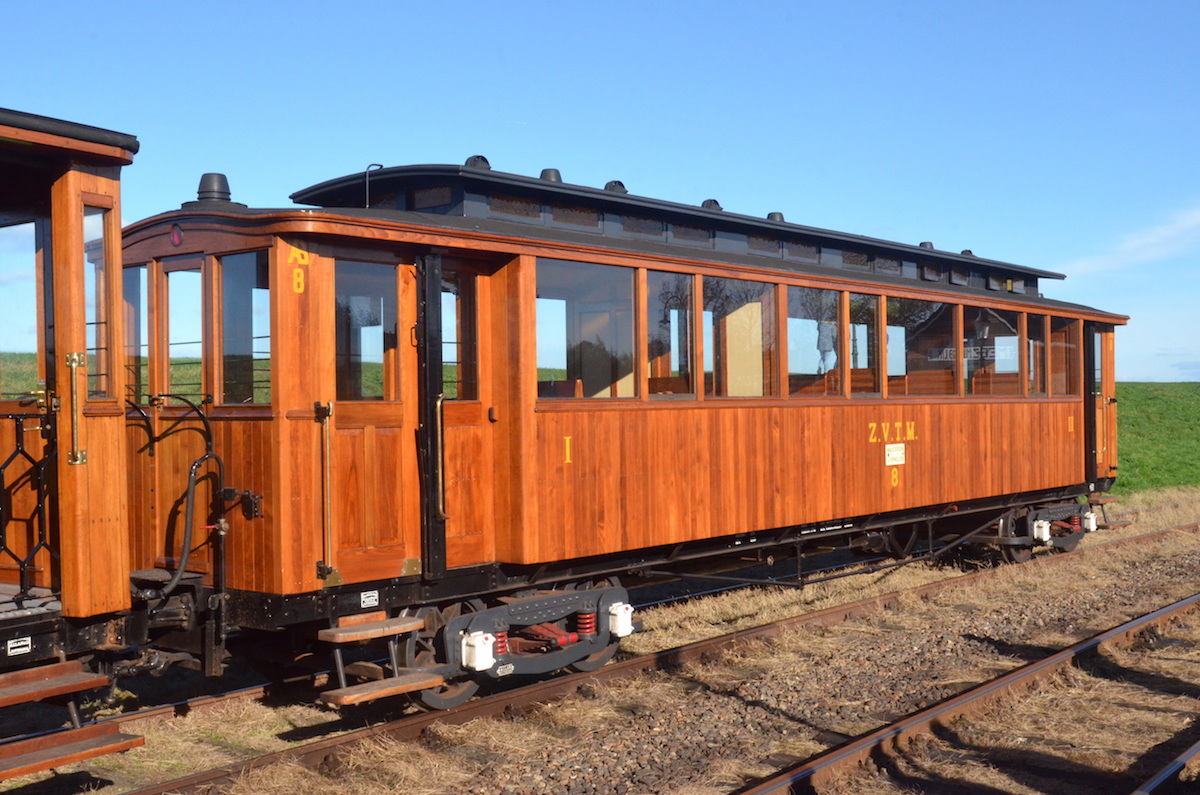
Rijtuig ZVTM AB 8 bij de Stoomtram Hoorn-Medemblik, te Medemblik; 28 oktober 2018.

De Zeeuwsch-Vlaamsche Tramweg-Maatschappij N.V. (ZVTM), gevestigd te Terneuzen, was van 20 juni 1911 tot 23 januari 1978 een Nederlands openbaarvervoerbedrijf in het midden en oosten van Zeeuws-Vlaanderen.

## Geschiedenis

### Trambedrijf
De oprichting van de ZVTM was het uitvloeisel van pogingen van de IJzendijksche Stoomtramweg Maatschappij (IJzSM), die sinds 1891 de tramlijn Schoondijke - Veldzicht exploiteerde, om aansluitende stoomtramlijnen in de rest van Zeeuws-Vlaanderen aan te leggen. Direct na de oprichting in 1911 nam de ZVTM eigendom en exploitatie over van de IJzSM. In 1918 nam de ZVTM het eigendom over van de sinds 1902 bestaande Stoomtram Hulst-Walsoorden (SHW). Vanaf 1933 verving ZVTM-materieel (vooral locomotieven) het oorspronkelijke SHW-materieel op de SHW-lijn.
De ZVTM legde de volgende lijnen met een spoorwijdte van 1000 mm (meterspoor) aan:
- Tramlijn IJzendijke - Drieschouwen (1914-1915)
- Tramlijn Sas van Gent - Zelzate (1915)
- Tramlijn Drieschouwen - Moerbeke (1916)
- Tramlijn Drieschouwen - Kloosterzande (1916)
- Tramlijn Philippine - Zaamslag (1916-1918)
- Tramlijn Hoofdplaat - Pyramide (1918)
- Tramlijn Zaamslag - Grote Huissenspolder (1926)
- Tramlijn Turkijensedijk - Stroopuit (1926)
- Tramlijn Hoofdplaat - Breskens (1927-1928)

Na de overname van de IJzSM werd ook de tramlijn Schoondijke - Veldzicht (uit 1891) door de ZVTM geëxploiteerd. In Veldzicht was aansluiting op de metersporige Belgische buurtspoorlijn 344 naar Eeklo / Ursel (aansluiting op rest van het Belgisch buurtspoornet). De Belgische buurtspoorlijn is in 1950 opgeheven (1948 voor reizigers).
De ZVTM exploiteerde enkele van haar zijlijnen uitsluitend voor goederenvervoer:
- IJzendijke - Stroopuit (suikerbieten);
- Zaamslag - Grote Huissenspolder (idem);
- Sas van Gent - Zelzate (idem + weg- en bouwmaterialen).

Enkele tracés werden eerst voor goederenvervoer opengesteld, daarna ook voor reizigersvervoer.
- Kloosterzande - Perkpolderhaven

Nog in 1940 legde Rijkswaterstaat ten behoeve van de ZVTM een extra tramverbinding aan vanaf Kloosterzande naar de veerhaven Perkpolderhaven. Dit tracé was eigendom van de Staat der Nederlanden.
Op de meeste tramlijnen eindigde het reizigersverkeer in 1948. Een jaar later, in 1949, werd ook op de meeste lijnen het goederenverkeer beëindigd en werden de trambanen opgebroken.

### Busbedrijf
Na 1949 was de ZVTM een volledig busbedrijf, dat het streekvervoer in het oostelijk deel van Zeeuws-Vlaanderen verzorgde met een doorverbinding naar Zelzate. Een bijzonderheid was de in 1953 opgerichte doorgaande buslijn 19 naar Breda. Deze reed over Belgisch grondgebied, waar niet mocht worden in- of uitgestapt. Dit was oorspronkelijk een nooddienst om Zeeuws-Vlaanderen te verbinden met de rest van Nederland na de Watersnood van 1953.
In 1955 had de ZVTM een wagenpark van 46 autobussen. In dat jaar werden ruim 1.800.000 reizigers vervoerd, het 18-voudige van 1938. Daarentegen had het vervoer per vrachtauto weinig betekenis meer, vergeleken met het vooroorlogse goederenvervoer per tram.
In 1971 kwamen de aandelen van de ZVTM in handen van de Nederlandse Spoorwegen. In 1975 werd de Stoomtram-Maatschappij Breskens-Maldeghem (SBM) te Aardenburg overgenomen, het busbedrijf in westelijk Zeeuws-Vlaanderen dat eveneens stoomtrambedrijf was geweest. Dit geheel vormde als NS-dochteronderneming een belangengemeenschap met de Rotterdamse Tramweg Maatschappij (RTM) te Zierikzee en werd in 1978 opgenomen in de streekvervoermaatschappij Zuid-West-Nederland, ook gevestigd in Zierikzee.

## Materieel

### Trams
In de jaren 1916-1921 liet de ZVTM 17 stoomlocomotieven (nummers 10-26) bouwen bij Arnold Jung Lokomotivfabrik, in 1929 gevolgd door drie stuks (27-29) bij Henschel und Sohn. Deze 20 machines waren gebouwd naar het moderne ontwerp van ir. D. Verhoop en hadden een gewicht van 18 à 21 ton. Er waren ook enkele locomotieven van Belgische herkomst, terwijl de IJzSM en de SHW ieder drie locomotieven van andere typen inbrachten bij de ZVTM. Van de vierassige tramrijtuigen voor de reizigersdienst, met afdelingen voor zowel eerste als tweede klas, waren 16 stuks (AB 1-16) in 1914-1916 gebouwd door Allan Rotterdam en drie (AB 17-19) in 1930 door La Brugeoise et Nicaise & Delcuve. Hiervan werden er vijf (twee van Allan en de drie van La Brugeoise) in de jaren 1935-1936 verbouwd tot dieselelektrische motortram (nummers ME 15-19). Zij werden eind jaren veertig verkocht aan de RTM voor de dienst op de Zuid-Hollandse en Zeeuwse Eilanden. De overige 14 Allan-rijtuigen werden toen gesloopt. Drie afwijkende rijtuigen waren afkomstig van de IJzSM en zes van de SHW. Naast de rijtuigen beschikte de ZVTM over een grote hoeveelheid goederenmaterieel in allerlei soorten en maten.
In 1943 verkocht het bedrijf stoomlocomotief 21 aan de Kriegsmarine op het Duitse Waddeneiland Wangerooge om dienst te doen op de Wangerooger Inselbahn. De loc werd na de Tweede Wereldoorlog vernummerd in DB 99 271 en bleef tot 1953 daar in dienst.
Museumtrams
Enkele ZVTM-trams zijn bewaard gebleven.
- Tramrijtuig AB 8 (Allan, 1916) werd op 7 oktober 2011, verbouwd op normaalspoor, bedrijfsvaardig in dienst gesteld bij Museumstoomtram Hoorn-Medemblik.[3][4]
- Gesloten goederenwagen D5 9 (La Brugeoise, 1930) bevindt zich daar ook, in afwachting van restauratie.
- Het rijvaardige dieselelektrische motorrijtuig MABD 1602 Reiger doet dienst bij de Stichting voorheen RTM te Ouddorp. Het werd in 1950 bij de Rotterdamsche Tramweg Maatschappij gebouwd op het frame van ZVTM-motorwagen ME 16. Door de naoorlogse wagenbak is deze tram sindsdien niet meer als ZVTM'er te herkennen.

### Bussen
Voor de oorlog had de ZVTM een beperkt aantal bussen van diverse merken. Toen aan het eind van de jaren veertig volledig op autobusexploitatie was overgegaan, kocht men grotere series bussen, vooral van het Britse merk Guy. In de jaren zestig werden relatief veel bussen tweedehands aangeschaft. Ook liet men op het chassis van oude bussen regelmatig nieuwe carrosserieën bouwen, zodat zij toch een modern aanzien kregen. Vanaf 1971 behoorde de ZVTM tot het NS-concern en werden de bussen centraal ingekocht en toegewezen. Er is geen busmaterieel van dit bedrijf bewaard gebleven.